# 布魯克林 (康乃狄克州)
布魯克林（英語：Brooklyn）是一個位於美国康乃狄克州溫德姆縣的城鎮。

## 地理
布魯克林的座標為41°47′17″N 71°56′59″W / 41.78806°N 71.94972°W，而該地的平均海拔高度為64米（即210英尺）。

## 人口
根據2010年美國人口普查的數據，布魯克林的面積為75.40平方千米，當中陸地面積為75.00平方千米，而水域面積為0.40平方千米。當地共有人口8244人，而人口密度為每平方千米109.34人。